# Campeonato Sul-Americano de Rugby de 2011
O Campeonato Sul-Americano de Rugby de 2011 foi a XXXIII edição deste torneio, reunindo as principais equipes do continente em busca do título. Sua sede foi a Argentina.
Com divisão distinta de duas fases e descenso direto, o campeonato foi vencido pelos anfitriões, que chegaram assim ao seu 32º título local.

## Regulamento
A divisão principal do Sul-Americano, chamado CONSUR A, recebeu o nome de Copa Voto Cataratas nesta edição. As partidas ocorreram na cidade de Puerto Iguazú.
O campeonato teve cinco participantes em 2011, sendo estes a Argentina (com a equipe Jaguars), Brasil, Chile, Paraguai e Uruguai. Com exceção dos anfitriões, quatro países disputaram a primeira fase, enfrentando-se no sistema de turno único. Os dois primeiros qualificaram-se à sequência da competição, o terceiro colocado manteria a categoria para o próximo ano e o último descenderia ao CONSUR B (Sul-Americano Divisão B) em 2012.
Na segunda fase, os dois melhores qualificados da etapa anterior enfrentaram a Argentina. O melhor colocado seria consagrado campeão do campeonato.

## Curiosidades
O Sul-Americano de 2011 foi uma competição onde dois fatos acabaram ganhando importância:
- com a expressiva vitória ante os paraguaios, o Uruguai estabeleceu o seu recorde em diferença de pontos.[6][7]
- o trinfo do Chile ante a seleção uruguaia marcou o fim de um jejum que durava nove anos, sem vitórias chilenas ante o clássico rival.[8]

## Partidas do Campeonato Sul-Americano de 2011

### Primeira Fase
| 14 de Maio de 2011 |         |                                  |                                         |
| Uruguai | 102 - 6 | Paraguai                         | Puerto Iguazú · Árbitro: Platais Brasil |
| Tries: Adrian Lewis (27’) Alberto Roman (89’)(90’) Arturo Avalo (7’)(25’) Diego Bascou (55’) Diego Magno(82’) Gastón Mieres (40’) Ignacio Barcos (31’) Ignacio Inchaust (34’) Javier Ameglio (12’) Leandro Leivas (86’) Pablo Bueno (37’)(49’)(59’)(91’) Conv.: Adrían Lewis (12’)(25’)(27’)(31’)(34’) Matías Arocena ( 7’)(37’)(40’)(49’)(55’)(59’) | Report  | Penais: (15’)(39') Marcelo Renna | Puerto Iguazú · Árbitro: Platais Brasil |

| 14 de Maio de 2011                                                                                    |        |                                   |                                                 |
| Chile                                                                                                 | 25 - 6 | Brasil                            | Puerto Iguazú · Árbitro: Mauro Rivera Argentina |
| Tries: Ignacio Silva (30’) Alejandro Rios (44’) Matías Cabrera (80’) Conv.: Benjamín Omega (44’)(80’) | report | Penais: (56')(63') Julián Menutti | Puerto Iguazú · Árbitro: Mauro Rivera Argentina |

| 17 de Maio de 2011 |         | |                                                 |
| Uruguai | 39 - 18 | Brasil | Puerto Iguazú · Árbitro: Felipe Balbontin Chile |
| Tries: Manuel Gaminara (38’) Leandro Leivas (66’) Try penal(75’) Pablo Bueno (80’) Conv.: Matías Arocena (66’)(75’) Penais: Matías Arocena (25’)(34’)(37’)(40’)(60’) | report  | Tries: (30’) Daniel Gregg (51’) Joao Luis da Rosa Conv.: (51’) Julian Menutti Penais: (17’)(55’) Julian Menutti | Puerto Iguazú · Árbitro: Felipe Balbontin Chile |

| 17 de Maio de 2011 |        |                             |                                                 |
| Chile | 71 - 3 | Paraguai                    | Puerto Iguazú · Árbitro: Mauro Rivera Argentina |
| Tries: Germán Herrera (07’) Rodrigo Tobar (22’) Pablo Huete (25’)(33’) Francisco Cruz (50’)(52’) Felipe Brangier (59’) Sergio De la Fuente (65’)(76’) Sebastian del Solar (70’) Alejandro Rios (78’) Conv.: Germán Herrera (22’) Francisco Cruz (25’)(33’)(50’)(52’)(65’) Benjamín Omegna (76’)(78’) | report | Penais: (30') Marcelo Renna | Puerto Iguazú · Árbitro: Mauro Rivera Argentina |

| 20 de Maio de 2011 |         |                                                                  |                                           |
| Brasil | 51 - 14 | Paraguai                                                         | Puerto Iguazú · Árbitro: Caviglia Uruguai |
| Tries: Vitor Medeiros (11’) Joao Luiz Da Rosa (18’) Pedro Rosa (21’)(27’) Moisés Duque (29’) Thiago Maihara (46’) Julian Menutti (49’) Joao Carlos Orioli (62’) Luis Duque (75’) Conv.: Julian Menutti (11’) Luis Duque (62’)(75’) | report  | Tries: (52’) Fabrizio Da Rosa Penais: (17’)(22’)(24’) Luís Reyes | Puerto Iguazú · Árbitro: Caviglia Uruguai |

| 20 de Maio de 2011                                                         |         |                                                                                  |                                                  |
| Uruguai                                                                    | 18 - 21 | Chile                                                                            | Puerto Iguazú · Árbitro: Carlos Romero Argentina |
| Penais: Matías Arocena (6’)(17’)(26’)(40’)(65’) Drop: Matías Arocena (11’) | report  | Penais: (22’)(23’)(33’)(50’)(66’)(89’) Francisco Cruz Drop: (11’) Benjamín Omegn | Puerto Iguazú · Árbitro: Carlos Romero Argentina |

#### 1ª Fase - Classificação Final
| Pos. | Equipe   | Encontros | Encontros | Encontros | Encontros | Tentos  | Tentos | Tentos    | Pontos |
| Pos. | Equipe   | jogados   | ganhos    | empatados | perdidos  | a favor | contra | diferença | Pontos |
| ---- | -------- | --------- | --------- | --------- | --------- | ------- | ------ | --------- | ------ |
| 1    | Chile    | 3         | 3         | 0         | 0         | 117     | 27     | + 90      | 9      |
| 2    | Uruguai  | 3         | 2         | 0         | 1         | 159     | 45     | + 114     | 6      |
| 3    | Brasil   | 3         | 1         | 0         | 2         | 75      | 78     | - 3       | 3      |
| 4    | Paraguai | 3         | 0         | 0         | 3         | 23      | 224    | - 201     | 0      |

- Critérios de pontuação: vitória = 3, empate = 1, derrota = 0

|  | Classificados para a Segunda Fase |

|  | Disputará o Sul-Americano B 2012 |

### Segunda Fase
| 22 de Maio de 2011 |        |                                   |                                           |
| Argentina | 61 - 6 | Chile                             | Puerto Iguazú · Árbitro: Caviglia Uruguai |
| Tries: Román Miralles (7’) Felipe Aranguren (9’) Santiago González Iglesias (11’) Belisario Agulla (23’)(46’) Mauricio Guidone (33’) Rodrigo Báez (70’) Benjamín Madero (78’) Ramiro Moyano (79’) Conv.: Benjamín Madero (78’)(79’) Santiago González Iglesias (7’)(9’)(11’)(23’)(33’)(46’) | report | Penais: (18’)(21’) Francisco Cruz | Puerto Iguazú · Árbitro: Caviglia Uruguai |

| 25 de Maio de 2011 |         |                                                                                  |                                                            |
| Argentina | 75 - 14 | Uruguai                                                                          | Club Capri Posadas · Árbitro: Francisco Pastrana Argentina |
| Tries: Belisario Agulla (32’) Fernando Luna (27')(63’)(79’) José Basile (75’) Nicolás Centurión (28’) Ramiro Moyano (36’)(61’) Tomás Cubelli (2’) Walter Weiss (17’)(45’) Conv.: Benjamín Madero 10 | report  | Tries: (52’) Leandor Leivas (66’) Gastón Mieres Conv.: (52’)(66’) Matías Arocena | Club Capri Posadas · Árbitro: Francisco Pastrana Argentina |

#### 2ª Fase - Classificação Final
| Pos. | Equipe    | Encontros | Encontros | Encontros | Encontros | Tentos  | Tentos | Tentos    | Pontos |
| Pos. | Equipe    | jogados   | ganhos    | empatados | perdidos  | a favor | contra | diferença | Pontos |
| ---- | --------- | --------- | --------- | --------- | --------- | ------- | ------ | --------- | ------ |
| 1    | Argentina | 2         | 2         | 0         | 0         | 136     | 20     | + 116     | 6      |
| 2    | Chile     | 2         | 1         | 0         | 1         | 27      | 79     | - 52      | 3      |
| 3    | Uruguai   | 2         | 0         | 0         | 2         | 32      | 96     | - 64      | 0      |

- Critérios de pontuação: vitória = 3, empate = 1, derrota = 0
- A partida da primeira fase, entre Chile e Uruguai, foi válida para a segunda fase

## Campeão
| Campeonato Sul-Americano de Rugby 2011 |
| -------------------------------------- |
| ARGENTINA Campeã (32º título)          |